# Smite (computerspil)
Smite er et tredje-person multiplayer online kamp arena (MOBA) videospil udviklet og udgivet af Hi-Rez Studios til Microsoft Windows, PlayStation 4 og Xbox. I Smite, tager spillerne rollen som en gud eller andre mytologiske figurer, og tager del i en kamp i en arena ved hjælp af evner og holdtaktik mod andre guder, kontrolleret af spillere, og håndlangere, kontrolleret af robotter.

## Gameplay
Smite byder på mange forskellige spilmåder, hvoriblandt den største er Erobring. Spillerene er fordelt på to hold med hver fem spillere. Alle spillerne starter på hver deres side af banen ved deres holds 'fountain'. Før spillerne går ind på banen, får de hver bevilget et beløb guld (normalt 1.500) til at købe de første våben. Disse våben giver særlige bonusser eller evner, der forbedrer spillerens gud. Der er tre "lanes", der kører fra den ene side af kortet til den anden. Hver bane forsvares af en "Phoenix", som er ledsaget af et par ekstra defensive tårne. Phoenixer og tårne håndtere en stor mængde af skaden på eventuelle fjender, der kommer for tæt på. Formålet i hvert spil er at ødelægge modstandernes Phoenixes og Titan, en enorm kriger, der skal besejres for at vinde spillet. Spillerne er ledsaget af 'håndlangere', små soldater med et svagt angreb; disse håndlangere produceres ved Phoenixen hver tredivte sekund og går automatisk langs deres lane, indtil de møder en fjende, som dermed angribes straks. Håndlangere angriber ikke kun fjendtlige spillere og håndlangere, men også tårne, Phoenixer og Titaner. Håndlangernes tilstedeværelse er påkrævet for at spillerene kan skade disse mål så meget som muligt. Tårnene vil angribe fjendtlige håndlangere før spillerne. Det tillader spillerne, at angribe et tårn uden selv at blive skadet - dog vil tårnene skyde på spillerne, hvis der ikke er nogen håndlangere i nærheden, eller hvis en spiller angriber en fjendtlig spiller under deres tårn. Hvis et spil går dårligt for et hold, kan spillerne beslutte at overgive sig. En overgivelse kræver et flertal af holdets spilleres accept for at kunne blive vedtaget. Hvis et hold overgiver sig til modstanderne har de tabt.
Før hvert spil skal spillets spillere vælge en gud som de vil spille i det kommende spil. I øjeblikket findes der 79 guder spillerne kan vælge. Guderne stammer fra otte forskellige pantheons: kinesiske, egyptiske, græske, hindu, japanske, mayansk, nordiske og romerske. To spillere på samme hold, kan ikke vælge den samme gud (med undtagelse af Dagens Kamp, som roterer dagligt), dog er det muligt, at vælge guder fra den samme eller forskellige pantheons. Spilleren styrer, guden, i et tredje-persons perspektiv, som er en unik egenskab ved dette multiplayer online battle arena - spil, som andre spil i denne genre er typisk spillet fra et top-down perspektiv. Hver gud har et grundlæggende angrib og fire evner med forskellige effekter. Disse besværgelser er erhvervet og opgraderet, når en spillers gud går et niveauer op ved at tilegne sig erfaring. Man får erfaring når man er inden for rækkevidde af en (fjendtlig) håndlanger, når den bliver dræbt, når man ædelægger fjendtlige tårne eller phoenixes og fjendtlige spillere. Det maksimale niveau man kan opnå er niveau 20, og hvert niveau kræver mere erfaring at nå end det forrige. Guld bruges til at købe udstyr, der øger magt, forsvar, og passive effekter, potions og evner. Guld indtjenes gennem en standard periodiske indtægter, ved at dræbe fjender, eller ved at sælge ejet elementer.
De store områder mellem 'lanes', udgør det som er kaldt 'junglen', hvor computerstyrede monstre holder til, nogle gange i grupper, i forskellige gyder fordelt symmetrisk over kortet. Drab på visse monstre i junglen forårsager en 'buff' til at falde på jorden, hvor den kan blive afhentet af en spiller. Dette buff giver spilleren en af følgende buffs for en begrænset tid, afhængigt af hvilke monster som blev dræbt: mana (mana regen & nedkøling reduktions bonus), skade (grundlæggende skade & styrke bonus), hastighed (bonus-bevægelseshastighed), eller øget angrebshastighed. Der er to særlige neutrale monstre, der produceres mindre hyppigt, Ild Gigant, og Guld Raseri. Når de bliver dræbt, giver de hele holdet, som dræbte det en buff, som styrker holdet i en periode, eller giver holdet en bestemt mængde guld. Der findes også monstre, som ikke tilbyder en buff, kun erfaring og guld.

### Spilmåder
Der er flere typer af spil, opdelt i fem hovedgrupper: Øvelse, som indeholder de væsentligste tutorials, solo-versioner af flere normale spil-måder, sammen med en praksis, eksklusiv, Jungle Praksis, der giver spillere mulighed for at teste tegn og elementer. Co-Op - indeholder kooperative versioner af de fleste spil-modes. Normalt indeholder Arena, Erobring, Overfald, Joust, Belejring, Sammenstød, og Dagens kamp. Rangeret indeholder konkurrencedygtige versioner af Erobring, Dyst og Duel-spil-modes, og er til rådighed for spillere, der har tilegnet sig minimum antal guder og er i Level 30. Brugerdefineret giver spillerne mulighed for at oprette brugerdefinerede kampe baseret på alle tilgængelige spilmåler.
- Erobring er den vigtigste spilmåde i Smite, og byder på en traditionel tre-lane MOBA-style kort med et græsk visuelt tema ("Belejringen af Olympus"). Som i de traditionelle MOBA spil spilles Erobring med to hold af fem spillere, med det primære mål at dræbe fjendens Titan. Der er også Rangeret Erobring, hvor det kun giver mulighed for op til 3 holds spillere, der skal være i tilsvarende divisioner for at spille. Det anses for at være det hårdeste og mest konkurrencedygtige former, og anbefales kun til de meget erfarne spillere. På grund af dette skal spilleren nå level 5, før de kan spille Erobring.
- Arena er et 5v5 game mode, der spilles med håndlangere og side-mål, herunder buff lejre, på et kort med et romersk visuelt tema ("Den store Colosseum"). Men i stedet for at have 'lanes', så består kortet hovedsagelig af et åbent område. Håndlangere produceres på hver sin side af banen og forsøger at komme til portalen som er placeret foran fjendens base. I stedet for et enkelt mål, starter hvert hold i Arena med 500 billetter. Hvert holds mål er dermed, at reducere fjendens antal af billetter til 0. Det gøres ved at dræbe de fjendtlige spillere og håndlangere, eller eskortering af håndlangere, herunder den særlige super minion kaldet Arena Juggernaut, som produceres pr. 10 drab af fjendtlige spillere, til det fjendtlige portal.[7]
- Dyst er en spilmåde, hvor banen udelukkende består af én 'lane' med ét tårn og én Phoenix på hver side. Det spilles med to hold af tre spillere. Ikke desto mindre, spilles Dyst på en måde meget lignende til spilmåden Erobringen. Der er en Titan i hvert holds base, en rudimentær jungle og en særlig jungle boss kaldet Bull Demon King. Det hold som nedlægger dette væsen, får tildelt en lille buff, og modstandernes nærmeste bygning bliver deaktiveret. Der er også to Dyst Rangerede ligaer, en af dem er en standard, 3 mod 3 (hvor en spiller kan spille sammen med 2 andre spillere af eget valg). Den anden liga er en 1 mod 1 variant kaldet Duel. Denne spil variant har en Kinesisk visuelt tema ("Sol Wukong og Sky Paladset").
- Assault er et game mode, der er baseret på ARAM (Alle Tilfældige Alle Mid) vilkårlige spilmåder fra andre MOBA-titler. Hver spiller er tildelt en tilfældig gud (dog kan spilleren vælge at "re-roll" deres gud for en lille pris af spil-valuta eller premium-spil-valuta), og alle spiller i én enkelt 'lane'. I dette spil tilstand, evnen til at huske er deaktiveret, så den eneste måde at købe varer fra butikken, er enten at dø eller for at vende tilbage til basen for sig selv. Målsætningen svarer til den i Erobring: Ødelægge fjendernes to tårne, Phoenix, og endelig deres Titan. Dette spilmåde har et Nordisk visuelt tema ("Ragnarok").
- Belejring er en spilmåde der ligner Erobring, den spilles på et kort med to 'lanes' der hver har to tårne, og en Phoenix, og Titan på hvert holds base, plus en jungle i mellem banerne. Men i modsætning til Erobring, er der mindre fokus på at samle guld/erfaring for at blive stærkere, men mere fokus på at tage fjendtlige mål ned så hurtigt som muligt. For at gøre dette, er der en særlig super håndlanger kaldet Belejring Juggernaut, som er mere modstandsdygtig, dobbelt så hurtigt som almindelige håndlangere, skader bonus-skade på bygninger og gør det muligt for allierede spillere at teleportere sig til den. For at producere en, har holdet brug for til at udfylde en tæller af 100 point ved enten at dræbe fjendtlige håndlangere (+1 for hver), dræbe fjendtlige spillere (+5 point) eller udsætte neutrale moster lejre (+9). Når produceret, vil Belejring Juggernaut hele tiden bevæge sig fremad, angribe fjendtlige enheder i dens vej, mens den prioriterer bygninger. I denne spilmåde, er der også en særlig jungle boss, Den Vilde Juggernaut. Hvis man dræber dette monster produceres straks en Belejring Juggernaut, adskilt fra tælleren, som giver mulighed for at have to på én gang. Belejring blev egentlig spillet med to hold af fem, indtil det blev ændret, efter at spiller basen udtrykte at de syntes at 4 mod 4 spil var sjovere. Belejring har en Maya visuelt tema ("Afslutningen af Den Store Cyklus").
- Sammenstød er en 5 mod 5 spilmåde, der har et kort med to 'lanes', hver 'lane', har et tårn og en Phoenix. Det vigtigste mål er at ødelægge fjendtlige mål, herunder fjendens Titan. Denne spilmåde er ment til at være en mellem-spilmåde mellem Erobring og Arena-spilmåder og indeholder Erobring Guld Raseri og Brand Kæmpe jungle bosser.
- Der er også specielle kampe, der er tilgængelige ud fra den daglige rotation. Disse kampe kaldes "Dagens kampe". Disse kampe er spillet på en række kort med forskellige regler, med ændringer i forhold til udvalget af Guder, eller genstandene i i-kamp-butikken. For eksempel kan man i "Skægenes Kamp" kun vælge Guder med skæg. I "Den Perfekte Storm" kan spillerne kun vælge storm guderne Zeus, Thor og Kukulkan; dette er et eksempel på en spilmåde hvor flere på et hold kan spille den samme Gud.
- Duellen er en 1v1 spilmåde, der spilles på Dyst-kortet. Duel er kun tilgængelig som Rangeret spilmåde.
- En gang, indeholdte Smite en spilmåde kaldet Dominering, der blev spillet på et kort med et Egyptisk visuelt tema. To hold af fem spillere kæmpede om kontrol over tre Obelisker fordelt på tre 'lanes'. Hvert hold havde en tæller med 400 point. Styring af to eller flere obelisker reducerede fjendens antal point. Ligesom i Arena, var formålet at reducere fjendens point til nul. Dominering blev fjernet i slutningen af 2014 som en følge af sine mange bugs og fejl, samt grundet en lille spiller base. Dog blev sletningen til fordel for en anden spilmåde (Belejring), som var under udvikling på det tidspunkt.

### Kampsøgning
Kampsøgningssystemet anvender en modificeret version af TrueSkill rangeringsystemet. Omkring December 2013, blev en funktion tilføjet som gjorde at spillere kunne vælge mellem USA og EU 's servere, men funktionen blev senere fjernet fra spilet grundet af problemer med kampsøgningsystemet. Denne funktion blev dog i sidste ende tilføjet igen. Oprindeligt opererede de fleste spilmåder på 3-minutters kampsøgningstimere. Hvert tredje minut, ville kampe blive lavet ud fra den gruppe af mennesker som kampsøgningskøen bestod af på det tidspunkt. I slutningen af 2014 blev systemet erstattet med mere en traditionel ikke-tidsbestemt kø, (et mere populært kø-format i mange MOBAs), der finder en optimal kamp i stedet for bare de bedste resultater på nuværende tidspunkt. Hvis det tager 5 minutter eller mere for at sammensætte en spiller med et hold, vil systemet gradvist sænke sine krav, indtil den findes en god (og fair) sammensætning af hold og modstanderhold. kampsøgningssystemet vil også forsøge at give det modsatte hold bedre alene-spillere, hvis flere spillere som kender hinanden er gået i kø sammen på den ene side.
I Rangerede Ligaer, bliver et hold sammensat af en variation af Elo, et system, der rater spillerene med et tal, der angiver, hvor god (systemet tror) den enkelte spiller er. Spilleren vil blive matchet med og mod spillere, der har samme rating som dem selv. Målet med dette system er at have 2 individuelle hold, der har en tilsvarende SAMLET Elo.

## Udvikling
Den 21. august 2013, indgik Hi-Rez Studios et samarbejde med Tencent, en online medievirksomhed, der offentliggør videospil i Kina. Den 5. juni 2014 indbik Hi-Rez Studios et samarbejde med Level Up! Games for at bringe spillet til den latinamerikanske region.

## Modtagelse
Spillet modtog generelt positive anmeldelser fra kritikere. Spillet har i øjeblikket en score på 83 ud af 100 på Metacritic, og 87.62 % på GameRankings, der er baseret på et dusin af anmeldelser fra alle de store videospil-kritikere.

### Kontrovers om  afbildning af hinduistiske guder
I juni 2012 blev nogle hinduistiske ledere vrede på inddragelsen af flere hinduistiske guder i Smite og det faktum, at de er spillerkontrolleret. De guder, der blev stillet spørgsmålet ved, var Kali, Agni, og Vamana, og der var især opposition til, hvordan Kali var klædt ud. Rajan Zed, formanden for Hinduismens Universelle Fællesskab, udsendte en erklæring, som opfordrede til at Hi-Rez skulle fjerne de guder fra spillet, hvor de mente, at deres tilstedeværelse i spillet undergravede guderne og med andre ord, støder de hengivende. Da spillerne styre guder, opfattes dette som krænkende mod de trofaste.
Som svar havde Todd Harris, administrerende direktør for Hi-Rez, dette at sige:
På trods af reaktionen fra Hi-Rez i begyndelsen af juli 2012, har Hindu-lederen der talte imod spillet ikke givet op på hans mission om at få Hinduistiske guder fjernet fra Smite, og siden hans første udtalelse har han vundet nye tilhængere fra andre religioner, der er kommet sammen for at støtte hans holdning om, at spillets indhold er stødende. Rajin Zed fik medhold fra Rabbi ElizaBeth Beyer og Buddhistiske Jikai' Phil Bryan i fordømmelsen af spillets indhold som stødende. Disse ledere har mærket den gamle Kali model, som udstillet på en "pornografisk måde", hvilket viste sig at være deres største bekymring. Kali karakteren undergik en stor ændring af dens billeder og dens i-spil udsende i December 2013, som omfatter en mere tilslørende rustning. Trods protester har Hi-Rez udvidet den Hinduistiske Pantheons udvalg af guder. Efter Kali blev de Hinduistiske guder af Kumbhakarna, Rama og Ravana inkluderet.

## Professionel konkurrence
Fra 9. til 11. januar 2015 var Hi-Rez Studios vært for det første SmiteWorld Championship. Nordamerika, Sydamerika, Europa og Kina hold rejste til Atlanta, i Georgia for at deltage i turneringen. Præmiepuljen til daværende turnering $2,6 millioner hvilket gjorde præmiepuljen til den tredje-højeste inden for eSports, kun lidt foran League of Legends, World Championships. Det nordamerikanske hold Kognitiv Prime vandt første præmien på lidt over $1,3 millioner.
I juli 2015 annoncerede Stew Chisam, formanden for Hi-Rez Studios, efter at have diskuteret strukturen af Smites præmiepulje med ejerne og spillerne af nogle eSports organisationer og andre eSports fællesskaber, at Hi-Rez ville sætte en grænse for præmiepuljen til verdensmesterskaberne i Smite på $1 million. Denne beslutning var baseret på at betale flere penge til flere spillere hele året igennem i stedet for at udbetale hovedparten af penge i en enkelt begivenhed.
I januar 2016 blev Smite Verdensmesterskaberne afholdt, tilbage i Atlanta, med en samlet præmiepulje på $1 million.
Den 20. juni 2016 blev det annonceret, at Sæson 3 Smite Verdensmesterskaberne ville finde sted 5. - 8. januar 2017. Turneringen vil finde sted under den nye HiRez Expo og vil vende tilbage til Cobb Energy Center for fjerde år.
Smite Verdensmesterskaberne - årenes vindere
| Sæson                     | Guld            | Sølv          | Bronze                       | Mest værdifuld spiller                 |
| Sæson 0 (Start-Turnering) | Team SoloMid    | Team Dignitas | COGnitive Gaming             | Gamehunter (Solo lane, Team SoloMid)   |
| Sæson 1                   | COGnitive Prime | Titan         | COGnitive Red                | MLCSt3alth (Mid lane; COGnitive Prime) |
| Sæson 2                   | Epsilon eSports | Enemy         | Cloud9/Paradigm              | Yammyn (Mid lane; Epsilon eSports)     |
| Sæson 3                   | NRG Esports     | Obey Alliance | Team Eager/Luminosity Gaming | emilitoo (Hunter; NRG Esports)         |